# Гайтнер, Тимоти
Ти́моти Франц Га́йтнер (произносится ˈgaɪtnər; англ. Timothy Franz Geithner, род. 18 августа 1961 года, Бруклин, Нью-Йорк, США) — американский экономист и финансист, 75-й министр финансов США (с 26 января 2009 года по 25 января 2013 года). 9-й Президент Федерального резервного банка Нью-Йорка (2003—2009). Директор определения политики Международного валютного фонда.

## Биография
Родился в Бруклине, в семье Питера Ф. Гайтнера, директора азиатских программ Фонда Форда в Нью-Йорке, и пианистки и преподавателя игры на фортепиано в Ларчмонте Деборы Мур Гайтнер (англ. Deborah Moore Geithner), отец которой — Чарльз Фредерик Мур-младший. — был советником президента Дуайта Эйзенхауэра и работал вице-президентом компании «Форд Мотор Компани».
Большую часть детства Тимоти Гайтнер провёл за пределами США — в Зимбабве, Индии и Таиланде. Он окончил Международную школу в Бангкоке. Высшее образование получал в США и Китае: изучал язык в Пекинском университете в 1981-м году и в Пекинском педагогическом университете в 1982 году, бакалавриат по государственному управлению и азиатским исследованиям в Дартмутском колледже (окончил в 1983 году), магистратура по международной экономике и исследованиям Восточной Азии в Школе современных международных исследований Университета Джонса Хопкинса (окончил в 1985 году). Изучал китайский и японский языки. Жил в Китае и Японии.
В 1985 году женился на однокурснице Кэрол М. Сонненфельд (англ. Carole M. Sonnenfeld). У них два ребёнка: Элис (англ. Elise) и Бенджамин (англ. Benjamin).

## Профессиональная карьера
После университета три года отработал в компании Генри Киссинджера («Kissinger and Associates») в Вашингтоне и в 1988 году поступил на работу в отдел международных дел американского Казначейства (министерства финансов).
В 1995—1996 годах был заместителем помощника секретаря по денежной и финансовой политике, в 1996—1997 годах — старшим заместителем помощника секретаря по международным делам, в 1997—1998 годах — помощником секретаря по международным делам. В дальнейшем занимал должности заместителя по международным делам министра финансов США (1998—2001) при министрах Роберте Рубине и Лоуренсе Саммерсе.
В 2001—2003 годах работал в Международном валютном фонде директором департамента развития и анализа политики.
С 2002 года — старший научный сотрудник (англ. Senior Fellow) отделения международной экономики Совета по международным отношениям.

### Работа в ФРС
В октябре 2003 года был утверждён на посту президента Федерального резервного банка Нью-Йорка, что также способствовало его утверждению заместителем председателя Федерального комитета по операциям на открытом рынке Федеральной резервной системы США. В 2006 году также стал членом «Группы тридцати».
В марте 2008 года именно Тимоти Гайтнер организовывал спасение и продажу инвестиционного банка «Bear Stearns».

### Министр финансов США
Избранный президентом США Барак Обама предложил 24 ноября 2008 года кандидатуру Т. Гайтнера на пост министра финансов США.
Однако в процессе слушаний в Сенате возникли проблемы с утверждением в должности из-за выявленной недоуплаты Гайтнером налогов в начале 2000-х годов. В итоге он был утверждён Сенатом только 26 января 2009 года (60 голосами против 34). В тот же день вице-президент США Джозеф Байден привёл Тимоти Гайтнера к присяге.
Во время президентской гонки 2012 года заявил, что покинет пост министра независимо от того, какой кандидат выиграет выборы.

## Мемуары
В мае 2014 года вышла из печати книга воспоминаний Гайтнера Stress Test: Reflections on Financial Crises о мировом экономическом кризисе 2008 года. В книге содержится утверждение о причастности автора к падению четвёртого правительства Берлускони в 2011 году.